# Jayavarman I (Chân Lạp)
Jayavarman I (trị vì 657-700) là một vị vua của Chân Lạp. Thời kỳ trị vì của ông và của Bhavavarman II là thời kỳ quyền lực của các vua Khmer đã được củng cố tại những khu vực trước đây thuộc Phù Nam. Tuy nhiên Jayavarman I không có con trai nối dõi nên sau khi ông chết Chân Lạp đã rơi vào tình trạng bị phân chia và vô chính phủ như thời kỳ trước đó.

## Lịch sử
Sau khi vua Bhavavarman II chết năm 656, phần lớn Chân Lạp bị chia tách thành các tiểu quốc nhỏ độc lập. Vua Jayavarman I đã có những cố gắng để thống nhất đất nước và ông đã giành lại phần lớn phần lãnh thổ được vua Ishanavarman I cai trị trước đó.
Sau khi vua Jayavarman I chết năm 700, rối loạn trong vương quốc lại xảy ra và vương quốc này lại bị chia nhỏ giữa nhiều thế lực cát cứ. Các sử liệu Trung Hoa thì cho rằng trong thế kỷ 8, Chân Lạp bị chia thành hai tiểu quốc là Lục Chân Lạp (với trung tâm của Lục Chân Lạp khi đó là tỉnh Champasak ngày nay của Lào) và Thủy Chân Lạp (tương ứng với khu vực đồng bằng sông Cửu Long ở Việt Nam và miền nam Campuchia ngày nay). Từ hai quốc gia này có lẽ lại tách ra thành một vài tiểu quốc khác, tiếp tục làm suy yếu Chân Lạp.